# ヴァリアント歩兵戦車
A38 ヴァリアント歩兵戦車（英名：Tank, Infantry, Valiant (A38) ）は、第二次世界大戦中に試作されたイギリス軍の戦車である。
設計の酷さから悪評が高く、戦後には戦車技術学校によって試作車が“その恐るべき教訓を学生に教えるために”保管された。
“ヴァリアント（Valiant）”とは英語で「勇敢な」「価値のある」の意。

## 概要
A38 ヴァリアント歩兵戦車は、重装甲で可能な限り軽量な突撃戦車として計画された。意図したところはエクセルシアー重突撃戦車と同じであるが、エクセルシアーよりもはるかに軽量な車体を目指していた。ヴァリアントは、たった27トンの重量で、重量40トンのエクセルシアーと同じ114mmの正面装甲を備えることを構想しており、これはどこかの点で受諾しがたい妥協をすることによってのみ、ようやくその主要な目標が達成できるものであった。
イギリスの戦車設計が低迷期にあった上に、戦時の逼迫した生産体制のため、装甲戦闘車両の設計経験がない重工業会社に開発を任せざるを得なかったことも加わり、この"terrible price for the weight concession"（重量に譲歩した途轍もない代償）は、大戦中のイギリス戦車として最悪と思われるものに仕上がった。
イギリス陸軍戦車技術学校では、学生たちは課程修了時に教材として保管されていた本車の点検を行い、設計上の間違いを見つけてよき反面教師とするように、とされた。
当車を評して、"One hopes they started early in the morning."（（欠点が多すぎるので）学生たちが早朝から間違い探しを始めていればよいのだが…（、さもなくば日が暮れて終われなくなる））との言葉が残されている。

## 開発

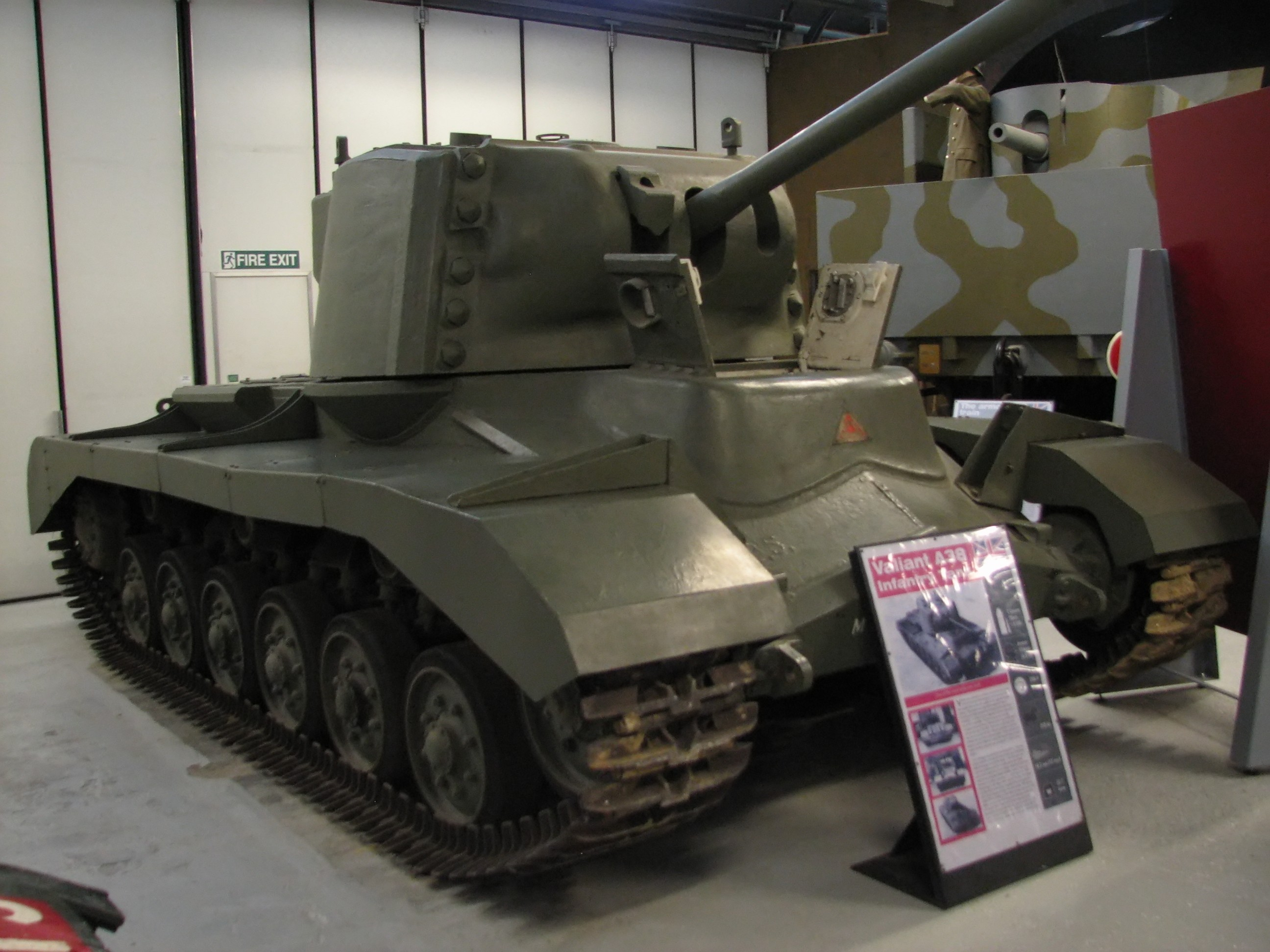
ボービントン戦車博物館で展示されるヴァリアント
（2008年の撮影）

イギリス軍当局は、極東で用いる小型で重装甲な戦車を作ることとし、1943年12月に公布された設計概要で三種類の試作車を要求した。それはA33 エクセルシアー重突撃戦車と構想の点で同様とされたが、同車の40tより軽量であることとされた。この概要では、速度よりも防御性能が重視されており、当初はヴィッカース社が選ばれた。
ヴィッカース社のオリジナルの計画は、同社が設計したバレンタイン歩兵戦車の部品を可能な限り用いるものだったと推測されるが、この要求に対してはるかに軽量なバレンタイン歩兵戦車の駆動装置は明らかに能力不足とされ、またエンジンの出力も大きく不足されているとされた。そのため、全体としてはバレンタイン戦車の構成を踏襲するとされながらも、より大型の全同型転輪を備え、より馬力の大きなエンジンを搭載するものとして設計が行われた。
しかし、既に第2次世界大戦が始まり、ヴィッカース社は既に戦車を始めとした各種兵器の開発・生産で手一杯であり、既存の戦車の発展型とはいえ新規の戦車を開発している余裕がなく、試作車の生産すらままならない状況であった。そのため、実際の設計・開発作業は系列会社のバーミンガム鉄道輸送・車両会社に委託され、さらに最終的にはヴィッカース社の子会社であるルーストン・アンド・ホーンズビー社へと委任された。両社ともに装甲戦闘車両、特に戦車を開発した経験に乏しく、ヴィッカース社と軍の支援が得られるとはいえ、いきなり任されるには手に余る事業であった。
1944年にはホーンズビー社により試作車1両が製作された
。この試作車は全体的なシルエットはバレンタインに類似しているものの、大型の砲塔を搭載し、より近代的な足回りを備えていた。最も大きな類似点はエンジンの選択であり、アメリカ製のゼネラルモーターズ6004・2ストロークディーゼルエンジン（出力210馬力）が搭載されていた。装甲にはボイラー用の軟鉄製鋼板を用いたため、非装甲であることを示す注意書きのプレートが車体前面に付けられている。
1945年5月、チェルシーにおいて戦闘車両検査協会が行った緩衝装置の能力検査が行われた。試験初日、本車は簡単な課題を与えられたが、路上を約21km走行しただけで放棄された。操縦手はこの時すでに疲労しきっていた。操行レバーが非常に重く、操作するには全体重をかけねばならず、操縦席の位置が各種操作がやり辛い位置にあり、操縦にあたっての肉体的負担が大きいものであったためである。更に、制動しきれない場合には激しく跳ね返ってくるフットブレーキペダル、同じく変速操作が成功しない場合には高速で反発する変速レバーの操作は操縦手を負傷させる危険をまねいた。

試験続行は不可能かつ危険として担当検査官は検査中止を決定し、また"in his opinion the entire project should be closed"（彼の意見によれば、この計画は全部終了するべきである）との判断を下した。そして、ヴァリアントの開発計画はそのように処置された。
1両のみの試作車は戦車技術学校で保管され、現在はボービントン戦車博物館に展示されているが、ここでの解説でも「One of the worst tanks ever built（今まで造られた中で最悪の戦車の1つ）」と酷評されている。

## 構造
ヴァリアントの外観は開発経過が示すようにバレンタイン歩兵戦車に類似しているが、鋼板の溶接で構成されたバレンタインとは異なり、マチルダ歩兵戦車に似て大型の鋳造装甲部品が相互に鋲接された構造となっている。緩衝装置は両側面に同サイズの転輪を6つ装備し、ボギーのかわりに独立二叉緩衝ユニットをそれぞれ備えた。これらのユニットは戦闘走行時の脆さに対して懸念が呈されたものの、ヴァリアントは不整地での本格的な走行試験を行うことはなかった。
駆動は後部の210馬力ディーゼルエンジンによる。この低出力から本車の想定最高速度は19.2km/hに制限された。歩兵戦車・駆逐戦車として運用するならこの速度で十分だとされたが、大戦後期の戦車としてはあまりにも低速であり、しかも開発時には既に最新鋭のセンチュリオンが完成していたことを鑑みれば、もはや時代遅れであった。
後のバレンタインVIIIとXIに続き、主砲にはオードナンス QF 6ポンド砲またはオードナンス QF 75mm砲を搭載する予定であり、イギリスの初期の歩兵戦車で問題となった「砲塔が狭すぎ、必要な数の乗員を収容できない」という問題に対処するため、砲塔は乗員3名（車長、砲手、装填手）が余裕を持って乗れる容積を確保していた。構造としては垂直に近い面構成の砲塔側面と鋳造の砲塔正面装甲を左右それぞれ5基の大型ボルトで結合したものであり、この結合ボルトは本車の外観上の特徴の一つともなっている。これにより技術的難度の高い工程を回避することができたが、その代わりに大きく重く、被弾に弱い構造になった。また、それまでのイギリス戦車と同様の内装式防楯は、近距離からの精密砲撃に対して大きな弱点となった。
もう一つの脆弱性は、車体前方機銃を装備していなかったことである。このため、歩兵支援に用いられる戦車でありながら、敵歩兵を近距離で攻撃する手段が少ない、という問題を抱えていた。

## 派生型
ヴァリアントの設計を発展させたヴァリアント II（Valiant II）が1943年後半に注目されたが、計画がそれ以上に進むことはなかった。更に、1944年2月、重ヴァリアント（Heavy Valiant）に関するより詳細な議論がなされた。この2種は同一車両であるとも考えられ、若干の文献ではそのように記載された。
実際には重ヴァリアントはヴァリアント IIとはかなり異なる車両で、ヴァリアントの砲塔と操縦室をA33 エクセルシアー戦車の車体に移設したもので、懸架装置もエクセルシアーのT1型を用いていた。
車体正面装甲は228.6mm、砲塔正面は254mm厚だった。総重量は42tとされ、装甲厚みが2倍になるにもかかわらず原型のエクセルシアーとほぼ同等と推定されるが、車体がより小型化された設計とされていたのは間違いない。問題とされたエンジン出力は重量に対処して2倍になり、新規に小型のロールス・ロイス・ミーティアライトエンジン（V型8気筒ミーティアエンジンを切り詰めたもの）、及び改良型のトランスミッションが用いられた。

砲塔は二人乗りの小型砲塔となり、備砲はセントーMk.IV CSの95mm榴弾砲に換装されている。これは車長が装填手を兼任しなければならない、という初期イギリス戦車の問題を再発させるものであった。
重ヴァリアントは1945年1月、試験のために試作車両がラルワース・コーヴの近辺へ輸送された、という記録があるが、他にはいかなる記録も存在しない。